# یوشیو نومورا
یوشیو نومورا (انگلیسی: Yoshio Nomura؛ زادهٔ ۲۶ اکتبر ۱۹۶۴) خواننده، تهیه‌کننده موسیقی، و شخصیت‌های تلویزیونی در ژاپن اهل ژاپن است.